# Ricky Minard
Ricky Donell Minard jr. (Mansfield, 11 settembre 1982) è un ex cestista e allenatore di pallacanestro statunitense.
Giocava nel ruolo di ala piccola e faceva dell'esplosività e della forza fisica le sue armi migliori.
Ha giocato diversi anni nella Lega Basket Serie A vestendo le maglie dell'Angelico Biella, della Pallacanestro Reggiana, della Sutor Montegranaro e in ultimo della Lottomatica Roma.

## Carriera
Approda in Italia nell'estate del 2004 per volontà della dirigenza di Biella che gli propone un contratto annuale. Nel corso della stagione realizza 13 punti per incontro risultando fondamentale per il campionato della Pallacanestro Biella.
Nella stagione 2005-06 passa alla Pallacanestro Reggiana dove disputa un ottimo campionato realizzando 12.4 punti per partita così da essere confermato anche l'anno successivo. Dopo 2 buoni campionati disputati a Reggio Emilia rimane in Italia con la maglia della Sutor Montegranaro dove disputa due stagioni eccellenti compreso il raggiungimento dei play-off nella stagione 2007-08 contro l'Olimpia Milano. Considerata la sua crescita professionale la Virtus Roma lo ingaggia per la stagione 2009-10 dove però non riesce mai ad ambientarsi, così da essere ceduto ai russi del Chimki.
Nell'estate 2012, dopo la sfortunata esperienza alla Novipiù Casale Monferrato, si trasferisce alla Virtus Bologna dopo una lunga e complicata trattativa

## Palmarès
- Campionato ucraino: 1

Budivelnyk Kiev: 2013-14
- Eurocup: 1

UNICS Kazan' : 2010-11

## Statistiche nel campionato italiano
Dati aggiornati al 5 gennaio 2011
| Stagione                      | Squadra                       | Competizione                  | Partite | Partite | Partite | Statistiche tiro | Statistiche tiro | Statistiche tiro | Altre statistiche | Altre statistiche | Altre statistiche | Altre statistiche | Altre statistiche |  |
| Stagione                      | Squadra                       | Competizione                  | Pres.   | Titol.  | Minuti  | Tiri da 2        | Tiri da 3        | Liberi           | Rimb.             | Assist            | Rubate            | Stopp.            | Punti             |  |
| ----------------------------- | ----------------------------- | ----------------------------- | ------- | ------- | ------- | ---------------- | ---------------- | ---------------- | ----------------- | ----------------- | ----------------- | ----------------- | ----------------- |  |
| 2004-2005                     | Lauretana Biella              | Serie A                       | 15      | 15      | 445     | 61/118           | 10/37            | 46/56            | 40                | 38                | 25                | 1                 | 198               |  |
| 2005-2006                     | Bipop Carire Reggio Emilia    | Serie A                       | 31      | 31      | 827     | 124/266          | 20/77            | 76/105           | 104               | 46                | 65                | 6                 | 384               |  |
| 2007-2008                     | Bipop Carire Reggio Emilia    | Serie A                       | 31      | 31      | 979     | 136/287          | 34/102           | 85/116           | 123               | 38                | 85                | 7                 | 459               |  |
| Totale Pallacanestro Reggiana | Totale Pallacanestro Reggiana | Totale Pallacanestro Reggiana | 62      | 62      |         |                  |                  |                  |                   |                   |                   |                   | 843               |  |
| 2007-2008                     | Premiata Montegranaro         | Serie A                       | 39      | 39      | 1096    | 176/325          | 27/69            | 91/143           | 111               | 36                | 94                | 8                 | 524               |  |
| 2008-2009                     | Premiata Montegranaro         | Serie A                       | 29      | 28      | 905     | 126/262          | 30/91            | 96/132           | 124               | 39                | 79                | 4                 | 438               |  |
| Totale Società Sportiva Sutor | Totale Società Sportiva Sutor | Totale Società Sportiva Sutor | 68      | 67      |         |                  |                  |                  |                   |                   |                   |                   | 1030              |  |
| 2009-2010                     | Lottomatica Roma              | Serie A                       | 17      | 17      | 375     | 29/67            | 21/50            | 30/43            | 44                | 26                | 40                | 4                 | 151               |  |
| Totale carriera               | Totale carriera               | Totale carriera               | 162     | 161     |         |                  |                  | -                | -                 | -                 | -                 | -                 | 2222              |  |
| Totale carriera               |                               |                               |         |         |         |                  |                  |                  |                   |                   |                   |                   |                   |  |